# しんせかい
「しんせかい」は山下澄人による日本の小説作品。『新潮』2016年7月号に掲載され、2016年10月31日に新潮社より単行本が刊行された。2017年、第156回芥川賞を受賞した。

## あらすじ
高倉健やブルース・リーに憧れる、役者志望の主人公スミトは、二年間自給自足的な生活をしながらシナリオ作法や演技を学ぶ演劇塾【谷】を主宰した脚本家【先生】がシナリオを書いたテレビドラマの主題歌を、道中のカーステレオで聴いても何の曲か思い出せないことを、乗り合わせた同期生たちに驚かれる。
スミトは農作業中に倒れたり【先生】に誉められたり叱られたりしながら、【谷】での生活を郷里にいる「天」という名の女友達に手紙で知らせる。天には恋人ができ結婚し妊娠する。
同期の「マーコさん」が退塾する。残されたスミトや塾生たちは、年末年始のさまざまな余興やプレゼントの制作に追われながらも、農作業と受講の日々を過ごしてゆく。スミトは、同齢の「けいこ」と一緒に地元の成人式に参加した後に、【谷】でも成人式で迎えられる。ある夜スミトは、【谷】に皆で建てたはずの建物が消え、無いはずの建物が在る、という光景を夢に見る。夢に出てきた黒い服の男は「俺はお前だ」と言った。
卒業した前期生と別れたスミトたちは、彼らが生活していた棟に移る。「ベンさん」という従順なタイプの塾生が個室に住むことを頑固に主張して金で個室を譲ってもらおうとしたことに、スミトは驚き、戸惑う。
次期生が訪れる前の月夜、スミトの同期生たち全員が誰からともなく自然に勢ぞろいして、卒業式で涙を見せなかった職員たちの本心や【谷】の行く末について語り合う。スミトは、もう一年【谷】で暮らし、そこを出る。

## 評判

### 芥川賞選考委員の選評

#### 肯定的評価
- 川上弘美は、どこがいいのかと訊かれると口ごもるような作品だが、いちばんに推した。見分けがつきにくいほどに平凡な名字の人物が十人以上出てくるのに、彼らを区別できたというあたりに本作の真髄があるのだろう、とも[1]。
- 吉田修一は、本作は、若い頃は誰もが自分のいる環境を生ぬるいと思って「胸ぐらを掴まれたい」くらいの気持ちで新たな環境に飛び込んでゆくのだがそこでも大したことは起こらないと悟るという、現実の「空振り感」を描いた一流の青春小説だと評価した[1]。
- 小川洋子は、本作は作家の本能に逆らったユニークな作品だと推した。[1]
- 山田詠美は、この作品の美点を「シンプル・イズ・ベスト」という常套句で表した。[1]。
- 堀江敏幸は「最小限の糸で自分の過去を縫う」ような作品だと誉めた[1]。

#### 中立的評価
- 奥泉光は、「出来事」との距離間が細心に計算されているという魅力を挙げた一方で、自意識の影がちらついて邪魔になったという欠点も挙げたが、授賞には賛成した。[1]。
- 島田雅彦は、人間関係の悩みや機微を排除した結果としてナンセンスな味が出たのは良いが、本作がなぜ受賞作なのかは分からないと言った[1]。

#### 否定的評価
- 髙樹のぶ子は、難解な作風の前候補作よりも格段に分かりやすくなったが、モデルとなった脚本家や演劇塾のイメージを外せば、薄味の青春小説だと評した[1]。
- 宮本輝は、主人公が寡黙なのではなく作者が語彙不足なのではないかと疑った[1]。
- 村上龍は、強烈な要素が一つもなく、「つまらない」と感じた[1]。

### その他の評価
- 評論家・佐々木敦は、「これまで聴いたことのない美しい音楽を聴いているような小説だ」と、芥川賞受賞前に評した[2]。
- 翻訳家・鴻巣友季子は、閻連科やクッツェーの小説と同一線上にある作品だと評した[3]。
- 比較文学者・小谷野敦は『芥川賞の偏差値』という著作で、「退屈だが、他の候補作よりマシだから受賞した」と評し、本作品に「48」という偏差値をつけた。ちなみに、本作を酷評した村上龍の受賞作『限りなく透明に近いブルー』は偏差値44。[4]